# وینچنزو سیلوسترو
وینچنزو سیلوسترو (انگلیسی: Vincenzo Silvestro؛ زادهٔ ۳۱ ژوئیهٔ ۱۹۹۸) بازیکن فوتبال است.
از باشگاه‌هایی که در آن بازی کرده‌است می‌توان به باشگاه فوتبال بولونیا اشاره کرد.